# Renaud Yves
Pour les articles homonymes, voir Yves.
Renaud Yves est un homme politique français né le 12 janvier 1814 à Colmar (Haut-Rhin) et décédé le 6 juillet 1884 à Colmar.

## Biographie
Fils d'un ancien procureur général, il est avocat à Colmar. En 1830, il est substitut du procureur du roi à Colmar. Destitué en 1832, il reprend sa place au barreau. Il est nommé procureur général en 1848. Il est député du Haut-Rhin de 1848 à 1849, siégeant avec la gauche modérée.

## Sources
- « Renaud Yves », dans Adolphe Robert et Gaston Cougny, Dictionnaire des parlementaires français, Edgar Bourloton, 1889-1891 [détail de l’édition]
- Jean-Marie Schmitt, « Renaud Yves », in Nouveau Dictionnaire de biographie alsacienne, vol. 40, p. 4336